# Viện Hàn lâm Khoa học Liên Xô
Viện Hàn lâm Khoa học Liên Xô là cơ quan trực thuộc chính phủ Liên bang Xô Viết, là nơi tập hợp những nhà khoa học đầu ngành trên mọi lĩnh vực khoa học và công nghệ của các nước cộng hòa thuộc Liên Xô để giải quyết những vấn đề liên quan đến sự phát triển khoa học, kinh tế, xã hội và an ninh quốc phòng.
Khi Liên Xô tan rã thì viện Hàn lâm Khoa học Liên Xô bị tách ra nhiều viện Hàn lâm của các nước như: Liên bang Nga; Ukraina, Belarus và các nước SNG. Trong đó, Viện Hàn lâm Khoa học Nga có trụ sở tại Moskva được xem là mạnh nhất, ngang hàng với các viện Hàn lâm nổi tiếng thế giới như: viện Hàn lâm Khoa học Hoàng gia Anh, viện Hàn lâm Khoa học Quốc gia Hoa Kỳ v.v.
Hiện nay viện Hàn lâm Khoa học Nga có hơn 400 viện Hàn lâm chuyên ngành. Lãnh đạo mỗi viện thường làm một viện sĩ, ngoài ra còn có hơn 200 viện sĩ thông tấn.